# 荷城街道 (六盘水市)
荷城街道是中华人民共和国贵州省六盤水市钟山区下辖的一个街道办事处。

## 行政区划
荷城街道下辖以下村级行政区划单位：
钟环社区、荷城社区、城南社区、凤池园社区、花园社区、栖凤社区、杉树林社区、茶叶林社区、钢城花园社区、头塘社区、官寨社区。